# Princípio da imputação volitiva
O princípio da imputação volitiva, base da teoria do órgão, é um princípio do direito administrativo que estabelece que as ações cometidas pelos agentes e servidores públicos são atribuídas a pessoa jurídica a que ele esteja ligado. Como a responsabilidade é do órgão ou ente público, é ele quem deve sofrer ação caso a conduta do servidor cause prejuízo a alguém.
Também conhecida como Teoria do órgão, tem como idealizador o alemão Otto Gierke (1841-1921), que se baseou na noção de imputação volitiva. Otto comparou o Estado ao corpo humano, onde cada repartição estatal funciona como uma parte do todo, semelhante aos órgãos do corpo humano, daí criou-se o termo "órgão" público. Alexandre Mazza ensina que a "personalidade, no corpo, assim como no Estado, é um atributo do todo, não das partes. Por isso os órgãos públicos não são pessoas, mas partes integrantes da pessoa estatal."